# Bullran
Bullran  is een Zweeds rotseiland behorend tot de Lule-archipel. Het heeft geen vaste oeververbinding en heeft geen bebouwing en geen begroeiing.